# مالكوم ويليامسون
مالكوم ويليامسون (بالإنجليزية: Malcolm Williamson)‏ هو ملحن وعازف بيانو أسترالي، ولد في 21 نوفمبر 1931 في سيدني في أستراليا، وتوفي في 2 مارس 2003 في كامبريدج في المملكة المتحدة.

## وصلات خارجية
- مالكوم ويليامسون على موقع IMDb (الإنجليزية)
- مالكوم ويليامسون على موقع ميوزك برينز (الإنجليزية)
- مالكوم ويليامسون على موقع ميوزك برينز (الإنجليزية)
- مالكوم ويليامسون على موقع أول ميوزيك (الإنجليزية)
- مالكوم ويليامسون على موقع ديسكوغز (الإنجليزية)
- مالكوم ويليامسون على موقع قاعدة بيانات الفيلم (الإنجليزية)